# Utricularia sect. Pleiochasia
Utricularia sect. Pleiochasia es una sección perteneciente al género Utricularia.

## Especies
| Utricularia albiflora Utricularia antennifera Utricularia arnhemica Utricularia beaugleholei Utricularia benthamii Utricularia capilliflora Utricularia cheiranthos Utricularia dichotoma Utricularia dunlopii Utricularia dunstaniae Utricularia fistulosa Utricularia georgei Utricularia hamiltonii Utricularia helix Utricularia holtzei Utricularia inaequalis Utricularia kamienskii | Utricularia kenneallyi Utricularia kimberleyensis Utricularia lasiocaulis Utricularia leptorhyncha Utricularia menziesii Utricularia paulineae Utricularia petertaylorii Utricularia quinquedentata Utricularia rhododactylos Utricularia singeriana Utricularia tridactyla Utricularia triflora Utricularia tubulata Utricularia uniflora Utricularia violacea Utricularia volubilis |

- Datos: Q7903182